# Allianz Private Krankenversicherung

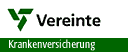
Logo bis 2002

Die Allianz Private Krankenversicherungs-Aktiengesellschaft (APKV) ist eine hundertprozentige Tochtergesellschaft der Allianz Deutschland AG mit Sitz in München.  Über die Allianz Deutschland besteht mit der Allianz SE ein Beherrschungs- und Gewinnabführungsvertrag im Geschäftsfeld Personenversicherung, zu der auch die Allianz Lebensversicherungs-Aktiengesellschaft gehört.  
Die Versicherung bietet das gesamte Tarifspektrum in der Krankenvoll- und Pflege-, Krankentagegeld- sowie Private Krankenzusatzversicherung an.

## Geschichte
Gründung 1925 als Gedevag Gemeinnützige Deutsche Versicherungs-Aktiengesellschaft in Berlin. Nach mehreren Übernahmen wurde sie am 1. Oktober 1987 in Vereinte Krankenversicherung Aktiengesellschaft (kurz Vereinte Kranken oder VK) analog zum Konzern Vereinte Versicherung umfirmiert. Ihr wurde die Zulassung als Private Krankenversicherung durch die Bundesanstalt für Finanzdienstleistungsaufsicht am 1. Januar 1988 erteilt. Der Eigentümer der Vereinte war bis 31. Dezember 1994 die Swiss Re. Zum 1. Mai 1995 wurde diese an die Allianz Aktiengesellschaft, heute Allianz SE, verkauft, und 2003 wurde sie auf Allianz Private Krankenversicherungs-Aktiengesellschaft umfirmiert.

## Vorstand
Der Vorstand hat fünf Mitglieder:
| Vorstandsmitglied | Funktion              |
| ----------------- | --------------------- |
| Jan Esser         | Vorsitz               |
| Daniel Bahr       | Leistung und Vertrieb |
| Klaus Berge       | Finanzen              |
| Tina Maric        | Operations            |
| Thomas Wiesemann  | Maklervertrieb        |

## Kennzahlen
| Kennzahlen (in Mio. Euro)             | 2022   | 2017   | 2014   |
| ------------------------------------- | ------ | ------ | ------ |
| Beitragseinnahmen                     | 3990   | 3354   | 3236   |
| Geleistete Zahlungen                  | 3333   | 2864   | 2552   |
| Aufwendungen für Versicherungsbetrieb | 364    | 312    | 288    |
| Kapitalanlagen                        | 33.300 | 28.536 | 25.218 |
| Bilanzsumme                           | 34.248 | 29.245 | 25.720 |